# Bouaké
Bouaké (eller Bwake) er en by i det centrale Elfenbenskysten, der med et indbyggertal (pr. 2014) på 536.189, er landets næststørste by. Byen er hovedstad i et departement af samme navn, og dens primære beskæftigelseskilde er produktion af bomuld. Bouaké er et center for Baule-folket. Byen voksede stærkt i 1970'erne efter opførelsen af vandkraftværket ved Lac de Kossou.

## Geografi og infrastruktur
Byen ligger i den centrale del af Elfenbenskysten cirka 50 kilometer nordøst for Lac de Kossou, landets største sø. Det er cirka 350 kilometer nord for Abidjan, der kan nås ad jernbanen fra Niger og omkring 100 km nordøst for Yamoussoukro, hovedstaden i landet. Byen har en stor lufthavn beliggende nordvest for byen med en 3.300 meter lang landingsbane.

## Særpræg
Byen er kendt for sit kunsthåndværk, det store karneval, markedet og sin katedral. Liverpool FC's forsvarer Kolo Touré og hans brødre Yaya Touré og Ibrahim Touré blev født i Bouaké.